# Faravahar

Faravahar - un simbol al Zoroastrismului

Faravahar este unul din simbolurile cele mai cunoscute din Zoroastrism, religia de stat a Iranului antic. Acest simbol religios-cultural a fost adoptat de către dinastia Pahlavi pentru a reprezinta națiunea iraniană.